# Arènes de Teruel
Les Arènes de Teruel en Aragon sont des arènes pour les courses de taureaux bâties en style néomudéjar. L'édifice a été construit en 1934.

## Histoire

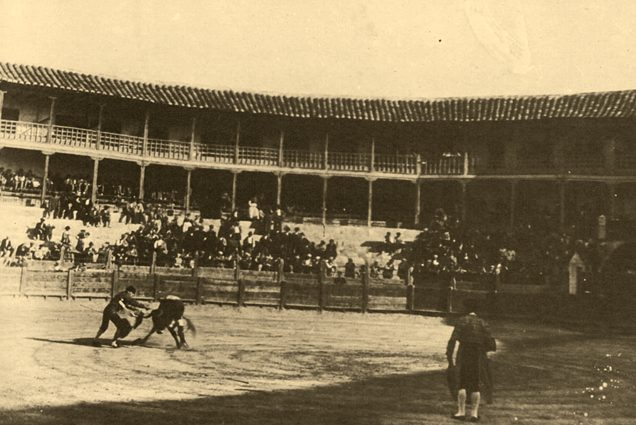
L'ancienne plaza de toros de Teruel, détruite en 1933.

En 1933 a été détruite l'ancienne plaza de toros bâtie en 1850 et qui se trouvait sur la route d'Alcañiz. Ce bâtiment avait été déclaré en ruines en 1929.
Les nouvelles arènes, dont la construction s'est achevé en 1934, ont été financées par la Mairie de Teruel (qui a réglé 50 % du coût, en restant aussi propriétaire de la place), la Chambre de commerce et une souscription populaire, en montant le total à 300.000 pesetas,.

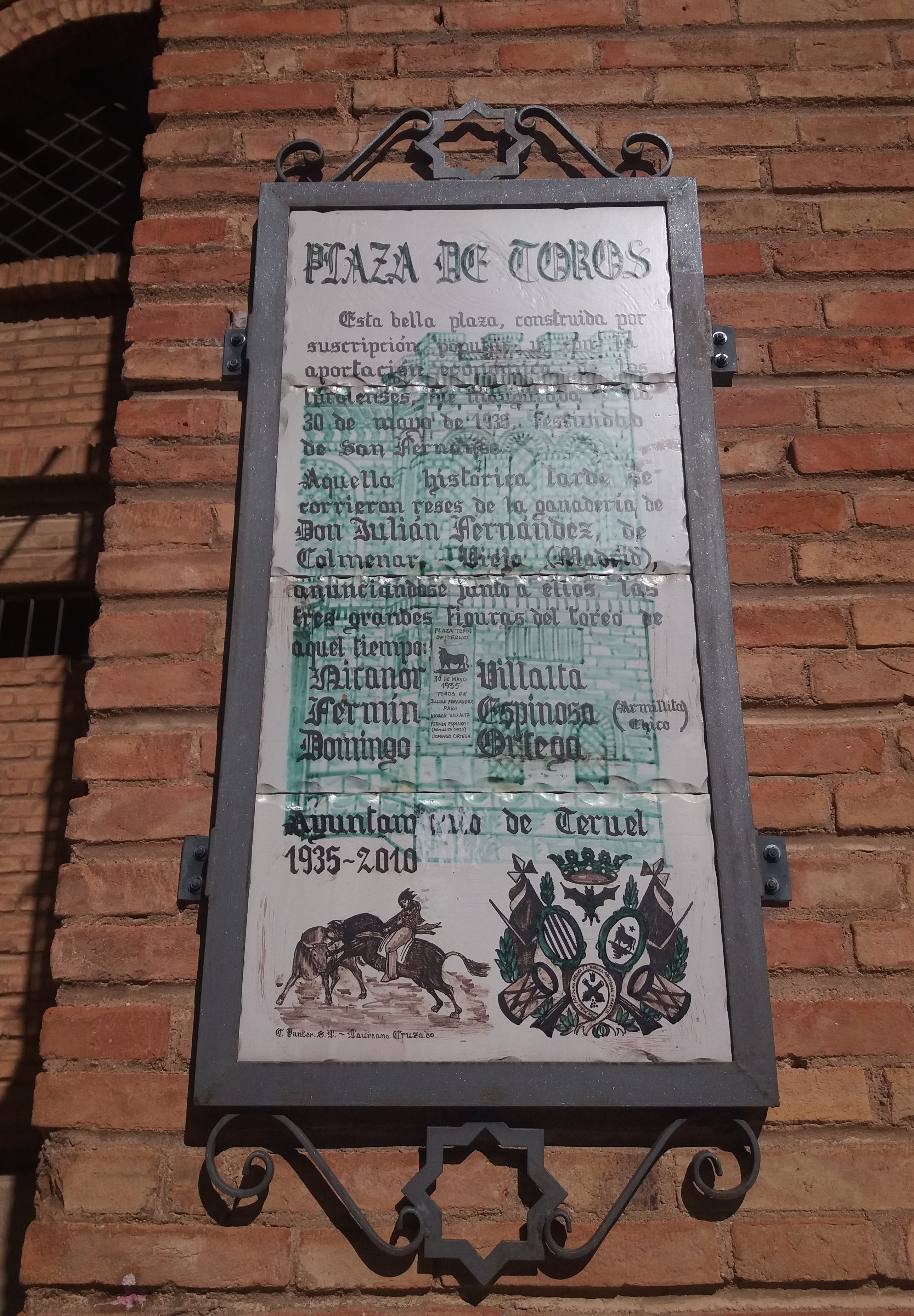
Plaque commémorative du 75ème anniversaire des Arènes, avec information de son inauguration.

Le premier locataire a été le torero Domingo González Mateos. L'inauguration, le 30 mai 1935, a été réalisée pendant les fêtes patronales de San Fernando.
Pendant la Guerre civile espagnole, les Arènes, comme toute la ville, fut le terrain de la bataille de Teruel, c'est pourquoi l'activité taurine y a été suspendue entre 1937 et 1939. Dans les Arènes ont eu lieu quelques combats, causant quelques dommages. Le bâtiment a aussi servi de camp de concentration utilisé par les deux parties,,,. Après la guerre les spectacles taurins sont revenus.
En 2010, pour le 75ème anniversaire des Arènes, ont eu lieu une série d'activités culturelles et taurines, ainsi que des travaux d'entretien.
Le 9 juillet 2016 le torero espagnol Víctor Barrio meurt dans l'infirmerie des Arènes à cause d'une blessure mortelle pendant une corrida,. Après le fatal événement on a proposé de changer le nom des Arènes en hommage au torero mort, mais ce ne fut pas réalisé, même si l'on a placé une plaque en honneur du torero,.

## Description
Le bâtiment est bâti en style néomudéjar en briques. Le diamètre du ruedo est de cinquante mètres et il y a une capacité de 6.407 spectateurs (balcons compris). Il y a deux tours dans sa façade.
Dans l'enceinte s'est aussi installé le Musée de la Vaquilla,,.

## Fêtes et activités
En juillet, pendant la fête de la Vaquilla de l'Ange, est célébrée la Foire de l'Ange,. Ainsi, l'enceinte taurine est l'endroit où les clubs de la ville se réunissent pour réaliser un goûter qui marque le début des fêtes locales,.
Outre des événements taurins, les Arènes servent de scène pour d'autres activités, comme des concerts musicaux, ou des tournois médiévaux, célébrés en l'honneur aux Mariages d'Isabel de Segura, une reconstitution historique des Amants de Teruel se tenant au mois de février,,,,.